# Faveraye-Mâchelles
Faveraye-Mâchelles is een voormalige gemeente in het Franse departement Maine-et-Loire in de regio Pays de la Loire en telt 495 inwoners (1999). Faveraye-Mâchelles maakt deel uit van het arrondissement Angers.

## Geschiedenis
Faveraye-Mâchelles maakt sinds 22 maart 2015 deel uit van het op die dag gevormde kanton Chemillé-Melay toen het kanton Thouarcé, waar de gemeente daarvoor onder viel, werd opgeheven. Op 1 januari 2016 werd de gemeente opgeheven en opgenomen in de op die dag gevormde commune nouvelle Bellevigne-en-Layon.

## Geografie
De oppervlakte van Faveraye-Mâchelles bedraagt 18,7 km², de bevolkingsdichtheid is 26,5 inwoners per km².
De onderstaande kaart toont de ligging van Faveraye-Mâchelles met de belangrijkste infrastructuur en aangrenzende gemeenten.

## Demografie
Onderstaande figuur toont het verloop van het inwonertal.

## Afbeeldingen

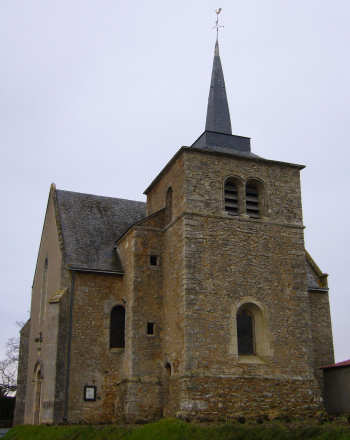
De kerk van Faveraye
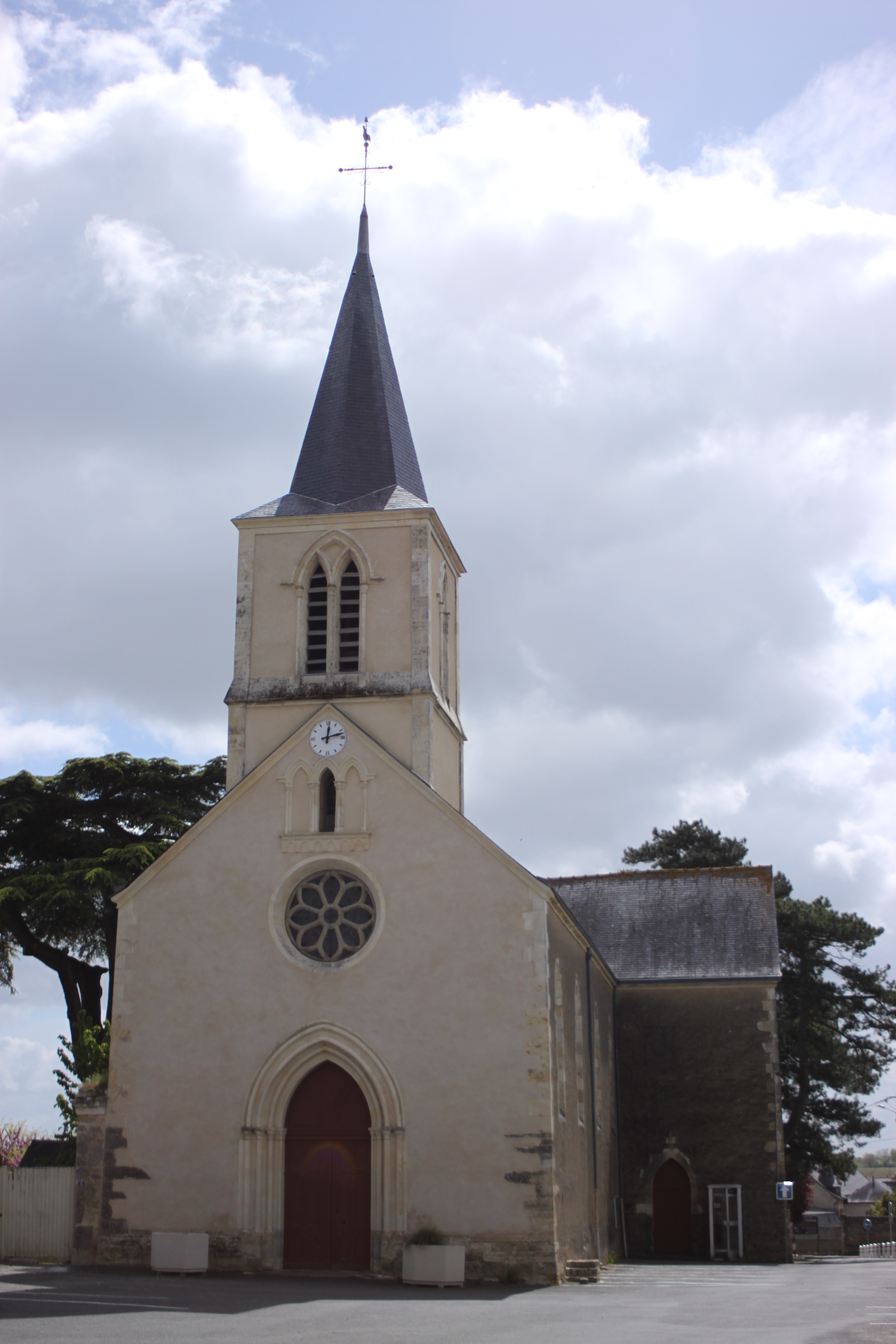
De kerk van Mâchelles

Champ-sur-Layon · Faveraye · Faye-d'Anjou · Mâchelles · Rablay-sur-Layon · Thouarcé